# آنا فون هيلفيغ

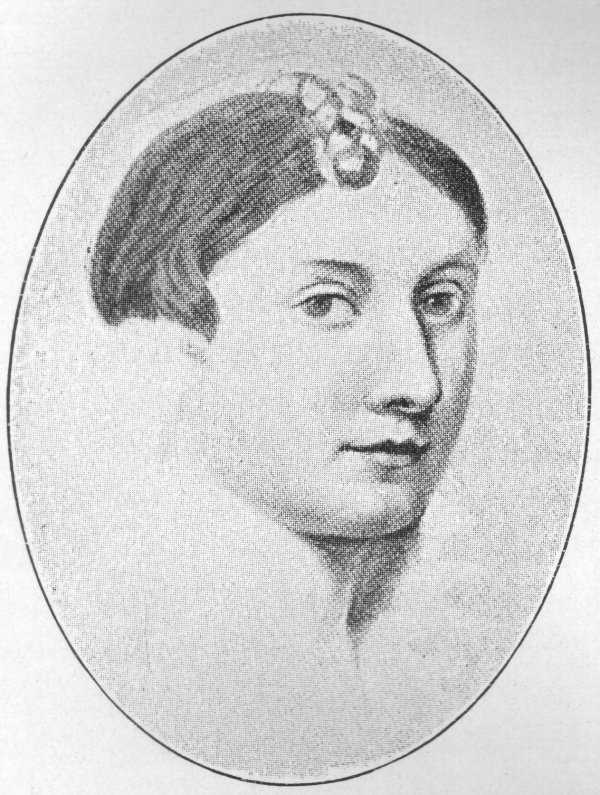
أماليا فون هيلفيج (1776-1831)

آنا أماليا فون هيلفيغ (16 أغسطس 1776 - 17 سبتمبر 1831) فنانة سويدي ألمانية، كاتبه، مترجمه، اجتماعية، ومالكة صالون أدبي. عرفت كمصدر إلهام للعديد من الفنانين. كانت عضوة في الأكاديمية الملكية السويدية للفنون .

## السيرة الشخصية
ابنة كل منالبارون كارل كريستوف فون إيمهوف ولويس شاردت. و هي ابنة أخت شارلوت فون شتاين . في عام 1791 ، تم تقديمها إلى بلاط تشارلز أوغسطس، الدوق الأكبر لساكس فايمار - إيزيناخ في فايمار ، حيث كانت تنتمي إلى بلاط والدة تشارلز آنا أماليا من برونزويك-ولفنبوتل . حصلت على تعليم فني جيد وشجعها كل من غوته وشيلر لكتابة القصائد.
تزوجت عام 1803 من الجنرال كارل جوتفريد فون هيلفيج، وانتقلت إلى ستوكهولم في عام 1804 حيث أسست صالونًا وأصبحت شخصية معروفة في الحياة الثقافية للعاصمة. تم أختيارها في أكاديمية الفنون عام 1804 حيث شاركت في العديد من المعارض في الفترة ما بين 1804 و 1810. عادت إلى ألمانيا في عام 1810، ولكنها قضت السنوات من 1814-1816 في السويد، حيث أقامت في أوبسالا كجزء من الدائرة حول صالون مالا سيلفرستولبي ‏ . نوقشت صداقتها مع إريك غوستاف جيير ‏ وبير دانيال أماديوس أتربوم ‏ في العديد من الرسائل الجامعية، وتم تصويرها على أنها مصدر إلهام للعديد من الفنانين؛ راسلت العديد من الفنانين السويديين بعد عودتها إلى ألمانيا. في برلين ، أسست واحدة من أهم الصالونات الأدبية في أوائل القرن التاسع عشر.

## في الثقافة
صورت كارينا بورمان العلاقة بين أماليا فون هيلفيج وجوستاف جيجر في رواية Islandet (2001).